# Vaglio Serra
Vaglio Serra là một đô thị ở tỉnh Asti vùng Piedmont thuộc Ý, nằm ở vị trí cách khoảng 60 km về phía đông nam của Torino và khoảng 15 km về phía đông nam của Asti. Tại thời điểm ngày 31 tháng 12 năm 2004, đô thị này có dân số 293 người và diện tích là 4,6 km².
Vaglio Serra giáp các đô thị: Cortiglione, Incisa Scapaccino, Nizza Monferrato và Vinchio.